# جورج هيربرت
جورج هيربرت (بالإنجليزية: George Herbert)‏ (6 أبريل، 1593م - 1 مارس، 1633م) كان شاعر وخطيب وقس أنجليكاني ويلزي، يرتبط شعره بالكتابات الميتافيزيقية، وهو أحد أوائل مؤلفي الأشعار التعبدية البريطانية.
ولد في أسرة غنية ومهتمة بالفن، وترعرع معظم حياته في إنجلترا، وحصل هناك على تعليم جيد أدى إلى قبوله كطالب في كلية الثالوث (كامبريدج) عام 1609م. التحق إلى الكلية في البداية مع النية بأن يصبح قساً، ولكن عندما أصبح في نهاية المطاف خطيباً عاماً للجامعة، جذب انتباه جيمس الأول ملك إنجلترا في عام 1624م. وبعد فترة وجيزة في عام 1925م، خدم في البرلمان البريطاني.

## سيرته الذاتية

### النشأة والتعليم
وُلد جورج هيربرت في 3 أبريل من عام  1593في بلدة مونتغمري الواقعة في مقاطعة باويس في ويلز، لأبوين هما ريتشارد هيربرت (الذي توفي في عام 1596) وزوجته مجدولين نيوبورت، ابنة السير ريتشارد نيوبورت (1511- 1570)، وكان له تسعة أشقاء. كانت عائلة هيربرت ثرية وذات سلطة في كلتا الحكومتين الوطنية والمحلية، يمتلك جورج هيربرت جذورًا مشتركة في شجرة عائلته مع الإيرل بيمبروك. كان والد جورج عضوًا في البرلمان، وقاضي صلح، وشغل في فترة لاحقة من حياته منصب شريفٍ سامٍ لعدة سنوات، وشغل أيضًا منصب رئيس محكمة الاستئناف في دائرة مونتغوميريشير الانتخابية. كانت والدة جورج هيربرت »مجدولين« زبونة وصديقة للقس والشاعر جون دون، ولبعض الشعراء والكتّاب والفنانين الآخرين. وقف دون، بعد وفاة ريتشارد هيربيرت، إلى جانب ابنه جورج (الذي كان يبلغ من العمر ثلاث سنوات) بصفته الأب الروحي له. تربى جورج هيربيرت -مع إخوته- على يد والدته التي ساهمت في تأمين تعليم جيد لأبنائها. أصبح »إدوارد« الشقيق الأكبر لجورج -والذي ورث ممتلكات والده بعد وفاته، وابتدع في وقت لاحق، لقب »بارون هيربرت من تشيربوري«- جنديًا ودبلوماسيًا ومؤرخًا وشاعرًا وفيلسوفًا، ولُقب -نسبة لكتبه الدينية- بـ »أبو الربوبية الإنجليزية«، أمّا شقيق جورج الأصغر، فهو السير هنري هيربرت، مسؤول الترفيه في عهد الملك تشارلز الثاني.
التحق هيربرت بمدرسة وستمنستر الداخلية في سن الثانية عشرة، دون أن يقطن فيها، لكنه التحق بها -فيما بعد- كطالب مقيم. قُبل هيربرت في عام 1609 في منحة دراسية في كلية الثالوث في جامعة كامبريدج، وتخرج منها بالمرتبة الأولى على دفعته، وحصل منها على درجة البكالوريوس، ومن ثم على درجة الماجستير في عام 1616 في سن الثالثة والعشرين. انتُخب هيربرت بعد ذلك زميلًا رئيسيًا في كليته، ثم عُين محاضرًا في فن الخطاب. أثبت هيربرت في عام 1620 جدارته في استخدام اللغتين اللاتينية واليونانية بطلاقة، وانتخب لمنصب الخطيب العام  للجامعة، وهو المنصب الذي شغله حتى عام 1627.
أصبح هيربرت في عام 1624 -بدعم من قريبه إيرل بيمبروك- عضوًا في البرلمان كممثل عن بلدة مونتغمري. على الرغم من أنّ هذه المناصب التي شغلها هيربرت كانت تبشر بمستقبل مهني في المحكمة، وعلى الرغم من تأييد الملك جيمس الأول له، لكن الظروف الحياتية وقفت في وجهه، إذ توفي الملك في عام 1625، وتوفي أيضًا اثنين من الرعاة المؤثرين في حياته في نفس الوقت تقريبًا. من الممكن القول إن حياة هيربرت البرلمانية قد انتهت بشكل فعلي في تلك الفترة، على الرغم من الإشارة إليه على أنّه عضو لجنة. لم تذكر نشرة العموم الصادرة لعام 1625 اسم جورج هيربرت أبدًا، على الرغم من الشهرة الواسعة الذي كان يتمتع به هيربرت في البرلمان السابق. باختصار، حوّل هيربرت مسار حياته المهنية، إذ تخلى عن طموحه السياسي الذي لطالما سعى إليه، وتحول طموحه بالكامل إلى المجال الكنسي.
عُرض على هيربرت -في عام 1626، عندما كان دونًا في كلية الثالوث في جامعة كامبريدج (وقبل أن يصبح كاهنًا فيها)- الحصول على منصب كاهن في أبرشية ليتون برمسولد المدنية التابعة لأسقفية لنكولن.

## روابط خارجية
- جورج هيربرت على موقع الموسوعة البريطانية (الإنجليزية)
- جورج هيربرت على موقع ميوزك برينز (الإنجليزية)
- جورج هيربرت على موقع إن إن دي بي (الإنجليزية)
- جورج هيربرت على موقع ديسكوغز (الإنجليزية)